# Bactrocera oblineata
Bactrocera oblineata är en tvåvingeart som beskrevs av Drew 1989. Bactrocera oblineata ingår i släktet Bactrocera och familjen borrflugor. Inga underarter finns listade.